# Андроново (Смоленский район)
Андро́ново — деревня в Смоленском районе Смоленской области России. Входит в состав Волоковского сельского поселения. Население — 48 жителей (2007 год).
Расположена в западной части области в 31 км к северо-западу от Смоленска, в 3 км севернее автодороги А141 Орёл — Витебск, на берегу реки Лелеква. В 3 км западнее деревни расположена железнодорожная станция Поселковая на линии Смоленск — Витебск.

## История
В годы Великой Отечественной войны деревня была оккупирована гитлеровскими войсками в июле 1941 года, освобождена в сентябре 1943 года.